# Динамо Самара
МФК «Динамо Самара» — российский мини-футбольный клуб из Самары. Команда основана в 2018 году. С сезона 2018/2019 по сезон 2021/2022 — участник российской мини-футбольной Суперлиги, высшего дивизиона в структуре российского мини-футбола.

## История
Датой рождения клуба считается 8 февраля 2018 года. Команда «Динамо Самара» создана по инициативе её президента Игоря Андреевича Карпова. Карпов выступал за «Дину» и ЦСКА, но из-за травмы был вынужден рано завершить карьеру футболиста. Самарская команда полностью частная, но имеет договор сотрудничества со всероссийским спортивным обществом «Динамо». Клуб был основан на базе МФК «Богатое», участвовавшей в сезоне 2017/2018 в первой лиге (зона «Москва») — третьем по силе дивизионе первенства страны. Команда выиграла кубок первой лиги и заняла третье место в первенстве. МФК «Динамо Самара» ставит перед собой цели по развитию детско-юношеского футзала в Самарской области и воспитанию молодых футболистов. Первым капитаном команды в истории «Динамо Самары» стал Иван Поддубный, вратарь и бывший лидер МФК «Динамо» (Москва).
1 ноября 2018 года «Динамо Самара» установила официальный рекорд Суперлиги 2018/2019 в категории «самая крупная победа текущего сезона». Успех «Динамо Самары» над «Сибиряком» (12:2) стал рекордным для Суперлиги сезона 2018/2019. В дебютном для клуба розыгрыше Кубка России 2018/2019 «Динамо Самара» дошла до стадии полуфинала. В первый год существования команды, самарцы выиграли бронзовые медали Чемпионата России, победив в серии за третье место (3:1) «Новую генерацию» из Сыктывкара.
23 февраля 2022 года команда «Динамо Самара» прекратила выступление в чемпионате России по финансовым причинам.

## Состав команды
| Номер | Позиция    | Имя                 | Гражданство |
| 1     | Вратарь    | Максим Кречетов     | Россия      |
| 20    | Вратарь    | Илья Беспалый       | Россия      |
| 61    | Вратарь    | Родион Залалетдинов | Россия      |
| 8     | Защитник   | Нандо               | Россия      |
| 11    | Защитник   | Павел Симаков       | Россия      |
| 16    | Защитник   | Максим Волынюк      | Россия      |
| 19    | Защитник   | Алексей Лялин       | Россия      |
| 3     | Универсал  | Арнольд Кнауб       | Казахстан   |
| 7     | Универсал  | Георгий Потехин     | Россия      |
| 9     | Универсал  | Бруно Яковино       | Бразилия    |
| 10    | Универсал  | Ренат Шакиров       | Россия      |
| 12    | Универсал  | Ришат Котляров      | Россия      |
| 17    | Универсал  | Фернандо Драслер    | Бразилия    |
| 88    | Универсал  | Денис Поваров       | Россия      |
| 4     | Нападающий | Владимир Разуванов  | Украина     |
| 58    | Нападающий | Андрей Заболонков   | Россия      |
| 70    | Нападающий | Кайо Жотинья        | Бразилия    |

Тренерский штаб
- Константин Тимощенков — главный тренер
- Сергей Сергеев — тренер
- Алексей Формин — тренер вратарей

## Управление клуба
- Президент — Игорь Карпов
- Вице-президент — Игорь Григоренко[9]
- Исполнительный директор — Роман Путинцев
- Советник президента — Олег Табунов

## Достижения
Чемпионат России: Суперлига
- Бронзовый призёр: 2018/2019

## Статистика выступлений

### Чемпионат России
| Сезон     | Лига      | Место | И  | В  | Н | П  | Мячи    | О  | Плей-офф   |
| --------- | --------- | ----- | -- | -- | - | -- | ------- | -- | ---------- |
| 2018/2019 | Суперлига | 6     | 36 | 16 | 4 | 16 | 120-119 | 52 | 3 место    |
| 2019/2020 | Суперлига | 5     | 28 | 10 | 4 | 14 | 76-90   | 34 | 1/4 финала |
| 2020/2021 | Суперлига | 6     | 32 | 13 | 4 | 15 | 99-104  | 43 | 1/4 финала |
| 2021/2022 | Суперлига | 8     | 32 | 8  | 1 | 23 | 60-128  | 25 | —          |

### Кубок России
| Сезон     | Стадия     |
| --------- | ---------- |
| 2018/2019 | 1/2 финала |
| 2019/2020 | 1/8 финала |
| 2020/2021 | 1/4 финала |
| 2021/2022 | 1/2 финала |

## Главные тренеры
- Максим Горбунов (2018—2021)
- Станислав Ларионов (2021)
- Константин Тимощенков (2022)

## Стадион
Матчи команда проводила в Самаре, в спорткомплексе «МТЛ Арена», расположенном в Октябрьском районе по адресу ул. Советской Армии, 253А.